# کاپیتول ایالت میسیسیپی

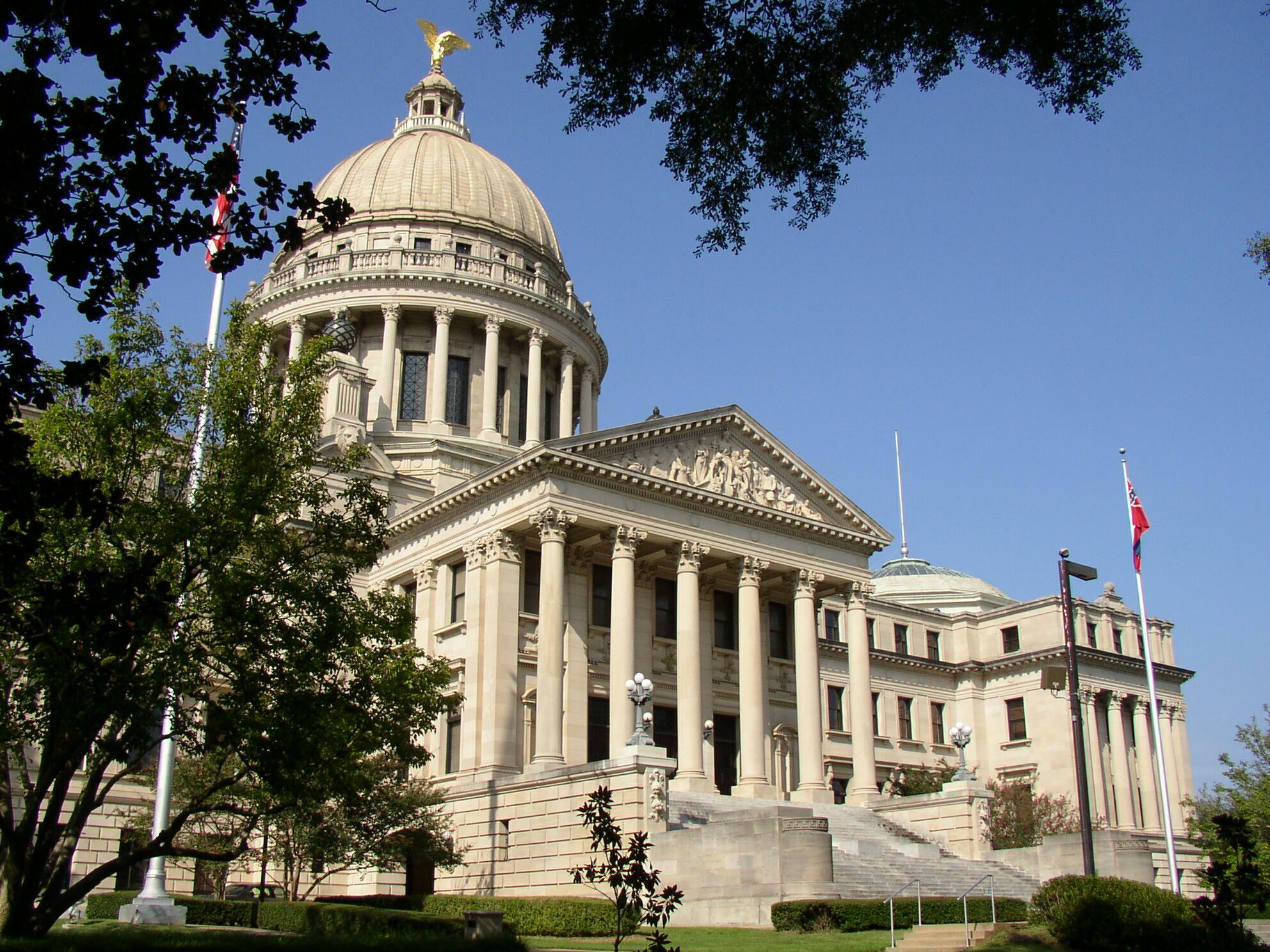

کاپیتول ایالت میسیسیپی (به انگلیسی: Mississippi State Capitol) بنایی است که شاخه مقننه دولت ایالت میسیسیپی در آن قرار دارد. معماران بنای سبک بوزار عبارت بودند از:
- Theodore C. Link
- Barnard R. Green

بنای کنونی در سال ۱۹۰۱ ساخته گردید و در جکسون، میسیسیپی قرار دارد.
این بنا خانه مجلس نمایندگان و سنای ایالت است.

## نگارخانه

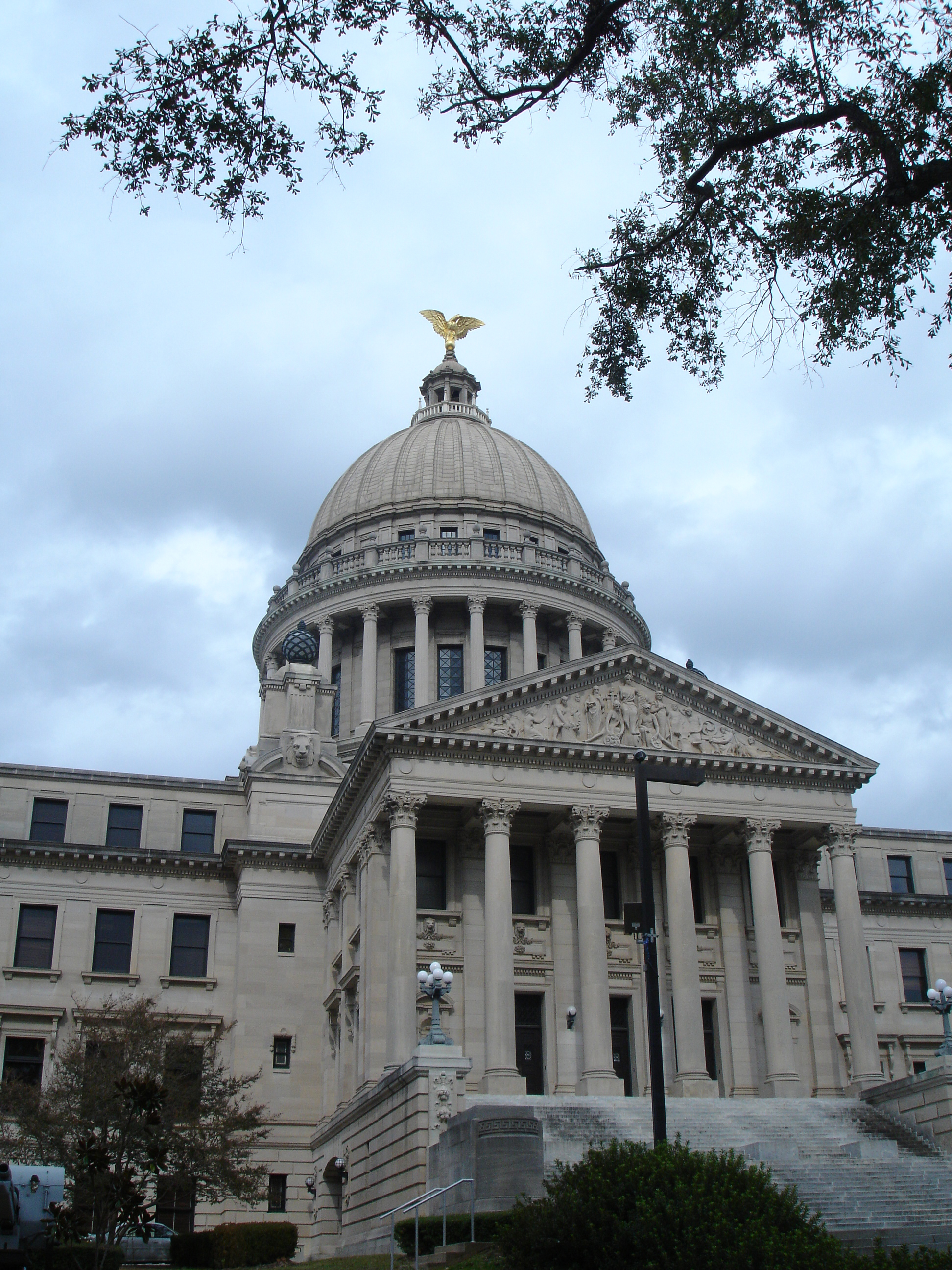
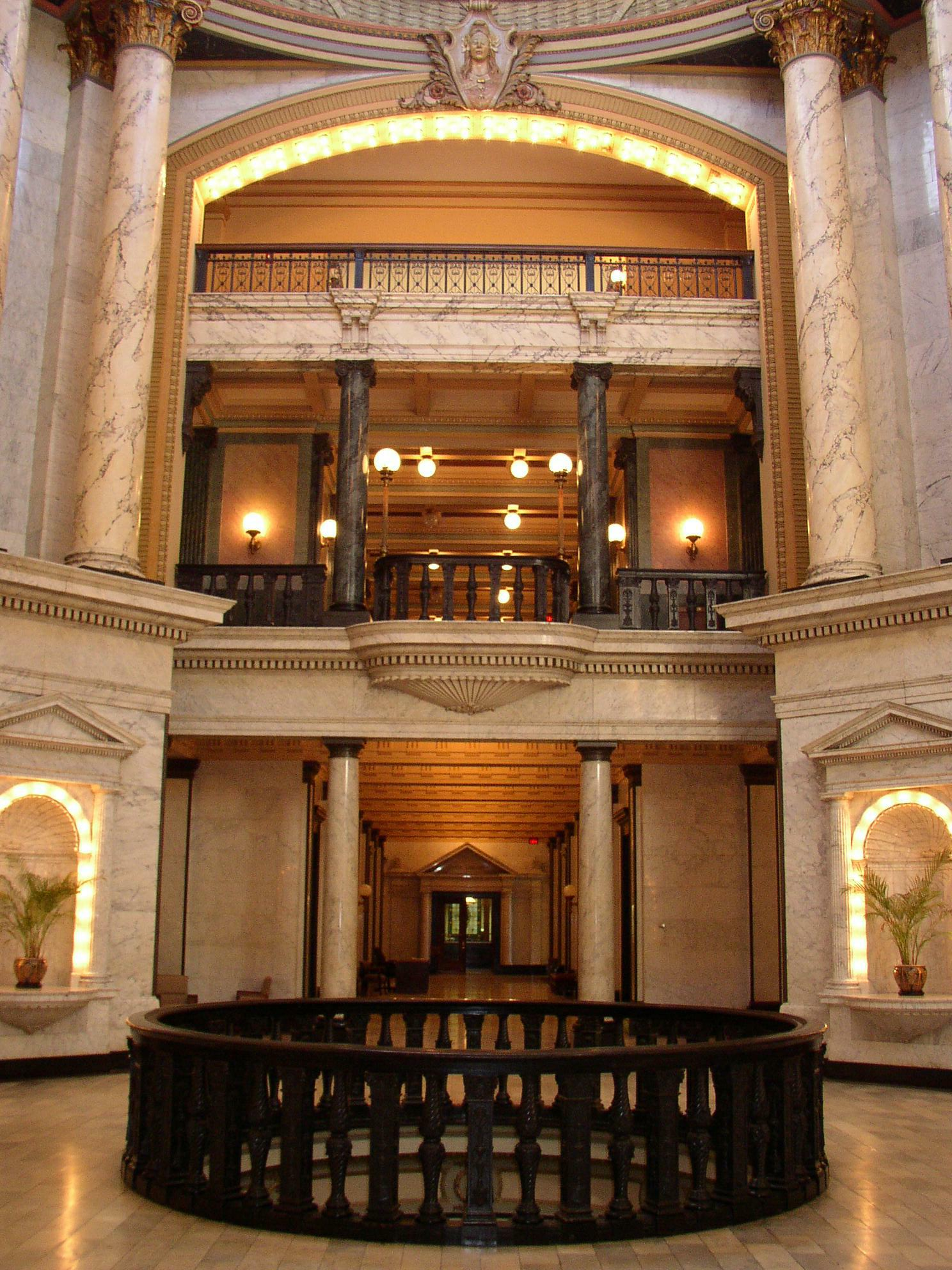
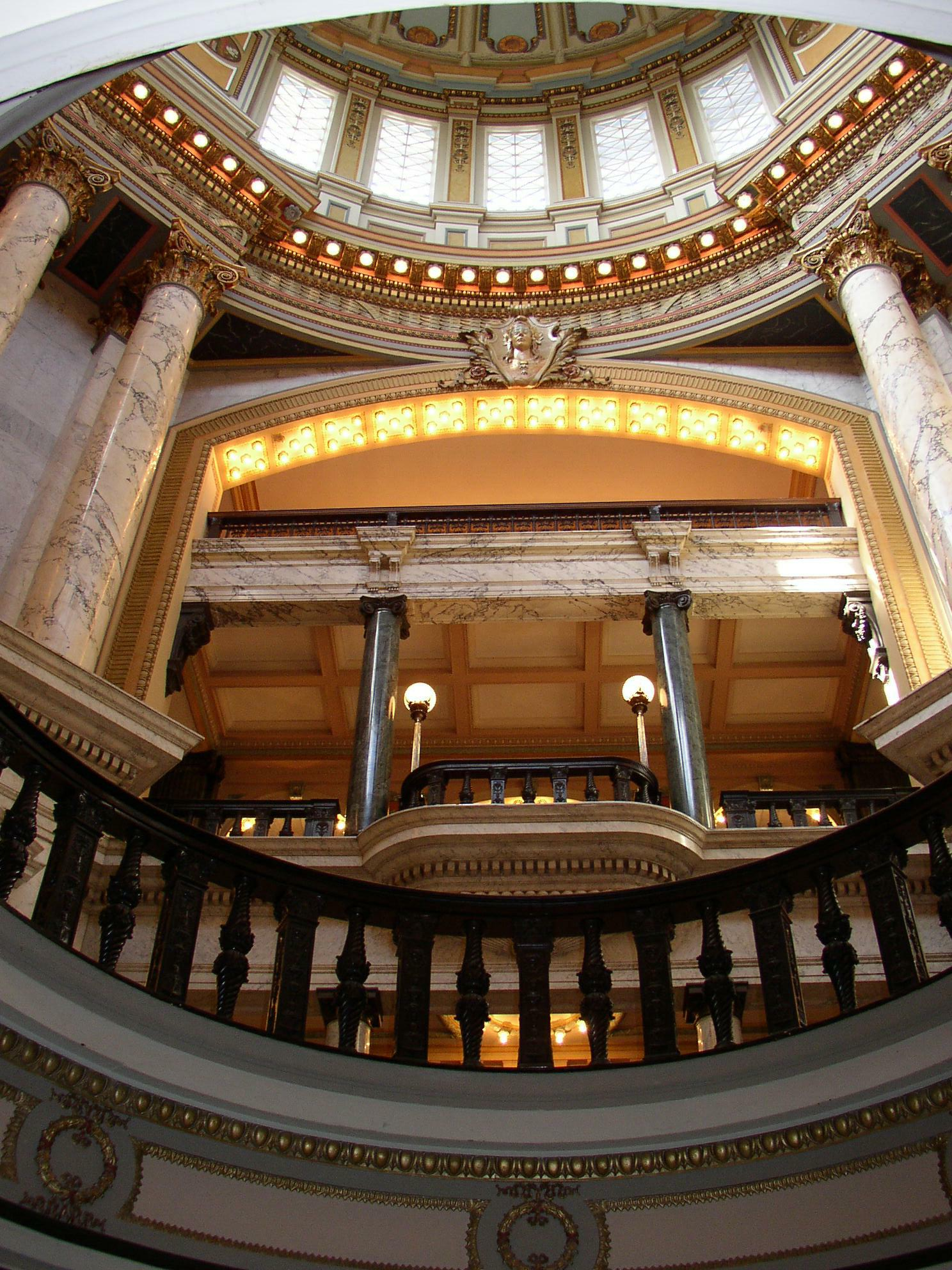
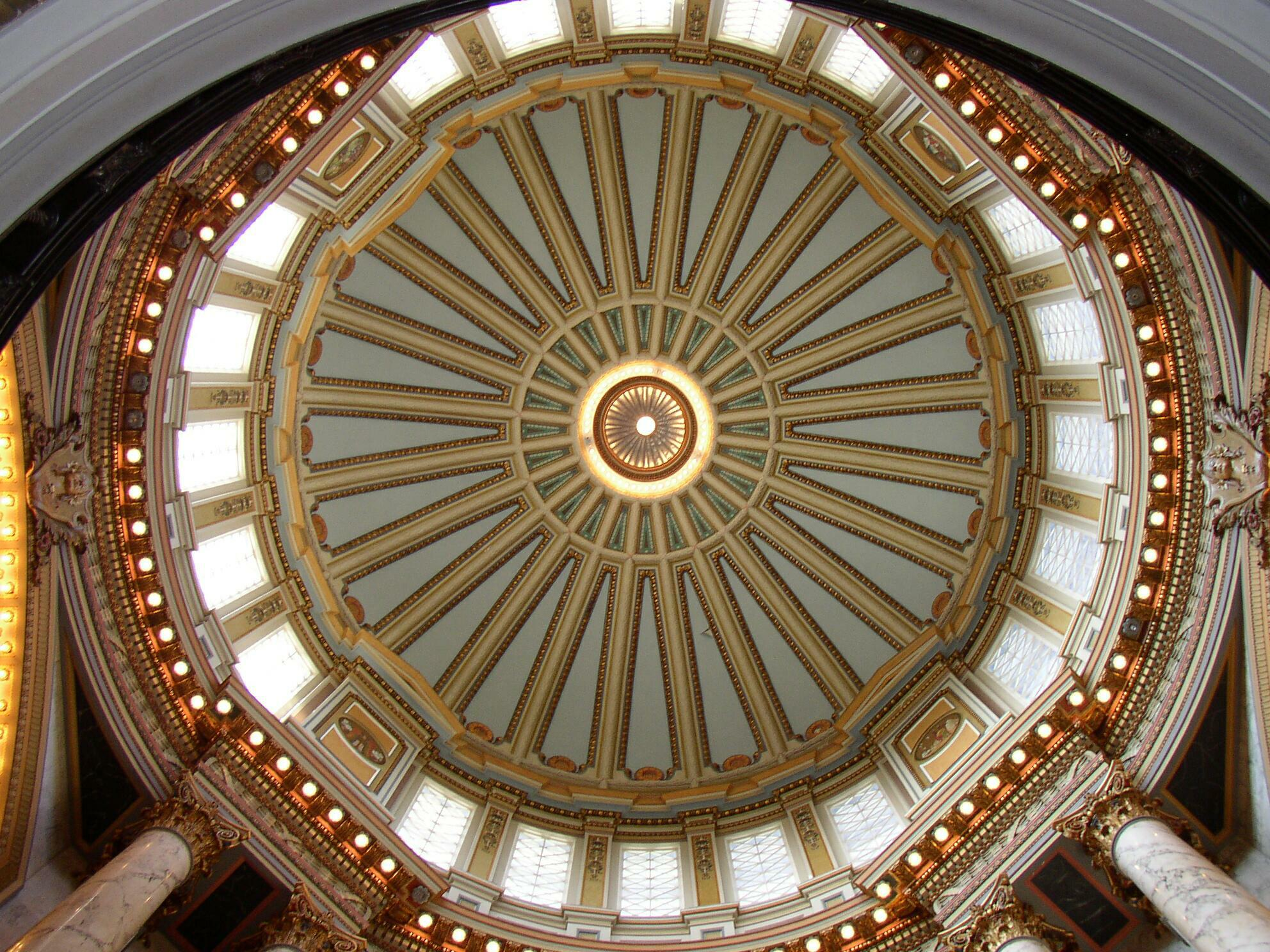
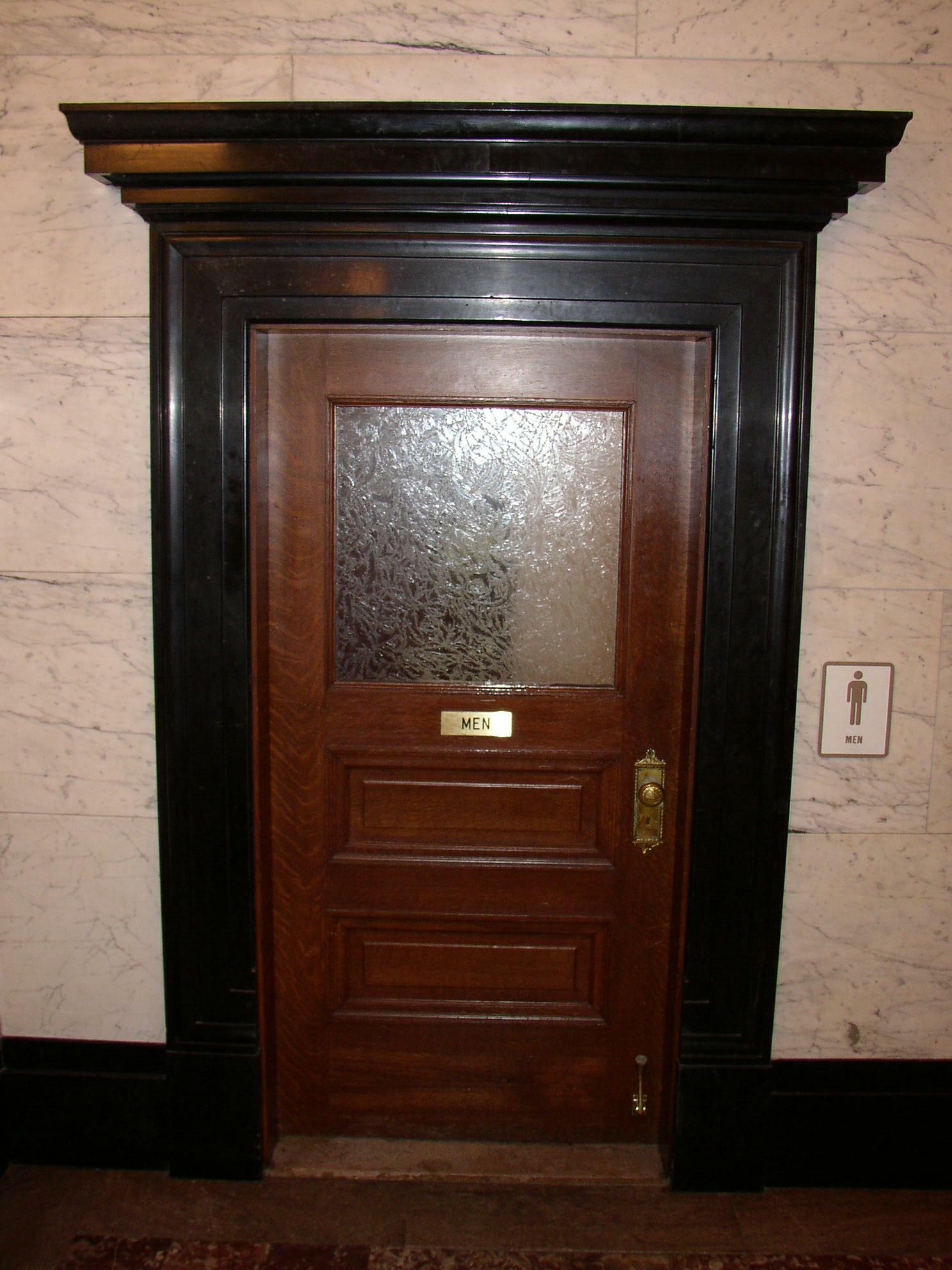